# Lieu historique national de Sir-George-Étienne-Cartier
Le lieu historique national de Sir-George-Étienne-Cartier est une maison qui rappelle la mémoire de George-Étienne Cartier. Il est érigé à l’intérieur même de la demeure victorienne de George-Étienne Cartier, au 458 rue Notre-Dame Est à Montréal, à l'angle de la rue Berri.

## Historique
La maison fut construite en 1837 par un architecte inconnu. Cartier acquit la maison en 1848. Il y fit installer un système de chauffage et d'éclairage au gaz. Il décida de s'installer à cet endroit précis pour y vivre et pratiquer le droit dans un secteur résidentiel très recherché. Les Cartier l'habitèrent pendant sept ans.
La maison fut convertie en hôtel particulier en 1871. De 1881 à 1884, l'édifice fut loué par le ministère de la Milice et l'hôtel porta le nom de Grand Pacific Hotel. En 1893, la maison subit une expropriation partielle par la ville de Montréal pour concevoir le tunnel de la rue Berri, qui passa en dessous de la rue Notre-Dame. En 1939, l'édifice fut transformé en maison de pension.
Depuis 1964, La maison est classée Lieu historique national du Canada. Elle est devenue la propriété du gouvernement fédéral depuis 1973. Un musée d'interprétation historique fut ouvert en 1985 par Parcs Canada.

## Architecture
La maison Cartier est un ensemble de deux maisons de pierre de taille grise, identiques et de style néo-classique. Elles comportaient un étage et demi au-dessus du rez-de-chaussée. Son toit est en pignon à deux versants avec des lucarnes. Les maisons étaient séparées par une porte cochère qui donna l'accès à une écurie-remise. Lors de l'expropriation partielle de 1893, la maison fut réduite de 3,05 mètres et elle subit d'importantes transformations à l'intérieur et à l'extérieur du bâtiment.